# Maurizio Sarri
Maurizio Sarri (Nápoles, Italia, 10 de enero de 1959) es un entrenador italiano. Actualmente dirige a la S. S. Lazio de la Serie A de Italia.

## Trayectoria

### Comienzos
Empezó a entrenar en las divisiones regionales toscanas, consiguiendo los primeros resultados positivos como técnico del Faellese (con el que llegó a los desempates por el ascenso a la Prima Categoria), del Cavriglia y del Antella, a los cuales llevó a la Eccellenza. En el 2000 fue contratado por el Sansovino, al que llevó desde la Eccellenza a la Serie C2 en tres temporadas, logrando dos ascensos y la Copa Italia de Serie D. Aquí se ganó el apodo de "Mister 33" o "Mister 33 schemi" (esquemas) por su trabajo meticuloso.

### Serie C, Lega Pro, Serie B
En el 2004 obtuvo el ascenso a la Serie C1 en el banquillo del Sangiovannese, asegurándose la permanencia en la tercera división el año siguiente. En la temporada 2005/06 debutó en la Serie B con el Pescara, repescado tras su descenso el año anterior, que se garantizó una inesperada permanencia en la segunda división. La temporada siguiente entrenó por cinco meses al Arezzo tras el cese de Antonio Conte; con el club toscano llegó hasta los cuartos de final de la Copa Italia, donde fue eliminado por el Milan, jugando a la par del futuro campeón de la Champions y ganando el partido de vuelta en Arezzo. Sarri también se convertía en el único entrenador de la Serie B en obtener puntos en los estadios de Juventus y Napoli gracias a dos empates por 2 a 2; sin embargo, fue cesado del cargo en el mes de marzo.
Muy breve fue su experiencia sucesiva en el Avellino, donde dimitió antes del inicio del campeonato, tras una derrota de local contra el Ascoli en Copa Italia, lamentando una falta de programación y organización (de hecho el Avellino, al final de esa temporada, descendió a la tercera división).
En la temporada 2007/08, reemplazó a Davide Pellegrini en el banquillo del Hellas Verona en Lega Pro Prima Divisione con un contrato de tres años, pero después de pocas fechas se marchó de la entidad.
Tras pocos meses, tomó el lugar de Giovanni Pagliari como técnico del Perugia, en Lega Pro Prima Divisione, y fue despedido el 15 de febrero de 2009 con el equipo en el 11.º lugar.
En la temporada 2009/10 reemplazó al cesado Elio Gustinetti en el Grosseto en las últimas fechas del campeonato, teniendo que renunciar al lesionado Mauricio Pinilla. 
En 2010 fichó por el Alessandria, que finalizó tercero y fue eliminado por la Salernitana en el partido de vuelta de las semifinales de playoffs de ascenso a la Serie B.
El año siguiente, pasó al Sorrento, pero fue cesado el 4 de diciembre de 2011 con el conjunto en el sexto lugar.

### Empoli FC
El 25 de junio de 2012 firmó un contrato de un año con el Empoli de la Serie B. Finalizó cuarto y se clasificó para los playoffs, donde ganó contra el Novara, pero fue derrotado en la final ante el Livorno.
El 13 de junio de 2013 renovó el contrato con los azules toscanos por otros dos años. En la temporada 2013/14, el Empoli terminó segundo y ascendió directamente a la Serie A. La temporada siguiente logró la permanencia en la máxima categoría con un buen juego, y Sarri fue premiado con el "Leone d'Argento 2015". Sin embargo, el 4 de junio de 2015 dimitió como técnico del Empoli.

### SSC Napoli

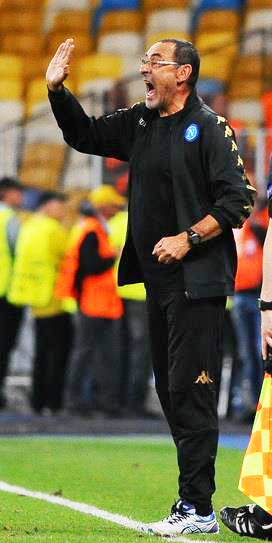
Sarri en el Napoli.

El 11 de junio de 2015, fue contratado por el Napoli, sustituyendo a Rafa Benítez. Firmó un contrato de 4 años con el club con un sueldo de 900.000 euros anuales. El presidente de la entidad, Aurelio De Laurentiis, calificó la operación como "un chollo"; pero Sarri lo negó argumentando que "me pagan por algo que hubiera hecho gratis".
Bajo su mando, el equipo de Campania tuvo un inicio irregular en la Serie A, con una derrota de visitante contra el Sassuolo en la fecha 1 y dos empates contra Sampdoria y Empoli. Sin embargo, el 17 de septiembre Sarri tuvo un debut convincente en las copas europeas, pues le goleó al Club Brujas en la Liga Europea con un contundente 5 a 0. Tres días después, el Napoli logró otra "manita", esta vez ante la Lazio en la 4.ª jornada de liga. Después de un empate contra el recién ascendido Carpi el 22 de septiembre, los partenopeos retomaron la racha de victorias en el partido siguiente, gracias a un 2 a 1 contra la Juventus de Turín en el Estadio San Paolo. El 1 de octubre Sarri ganó su primer partido de visitante en el banquillo del Napoli, en el partido de Liga Europea contra el Legia de Varsovia (2 a 0). El 4 de octubre el Napoli obtuvo otra goleada, batiendo 4 a 0 al Milan en San Siro. Esta mejoría en los resultados, pese a los pocos fichajes realizados, le hizo merecedor de elogios por su labor en la prensa, que habló de "revolución" en el Napoli. De hecho, se señalaba al equipo del sur de Italia como uno de los favoritos para luchar por el Scudetto, sensaciones que se vieron respaldadas cuando el Napoli terminó la primera vuelta como campeón de invierno.
En la Copa Italia, el Napoli fue eliminado por el Inter de Milán en cuartos de final; mientras que en Liga Europa, cayó ante el Villarreal en dieciseisavos de final. Finalmente, el conjunto napolitano terminó siendo subcampeón de la Serie A, sumando 82 puntos, con Gonzalo Higuaín como máximo goleador. Tras esta gran temporada, Sarri renovó su contrato con el club.
En su segunda temporada en el banquillo del San Paolo, Sarri debutó en la Liga de Campeones de la UEFA. Llevó al Napoli hasta octavos de final, donde cayó ante el Real Madrid (futuro campeón del torneo) por un resultado global de 6-2 (3-1 en ambos partidos); mientras que fue apeado por la Juventus en semifinales de la Copa Italia. En la Serie A, el Napoli no firmó una primera vuelta lo bastante buena como para pelear por el campeonato y finalmente terminó como 3.er clasificado, con 86 puntos (uno menos que el subcampeón) y 94 goles a favor.
En la Serie A 2017-18, el Napoli ganó sus primeros 8 partidos y terminó la primera vuelta como líder del campeonato, habiendo sumado 48 puntos. En cambio, en la Liga de Campeones no pudo pasar de la fase de grupos, quedando relegado a la Liga Europa; y también cayó contra pronóstico en la Copa de Italia, en cuartos de final contra el Atalanta. En la Serie A luchó por el título hasta la penúltima jornada, obteniendo el subcampeonato, con una cifra récord de 91 puntos. A pesar de estos buenos resultados, el 23 de mayo de 2018, el club confirmó que Carlo Ancelotti sería su nuevo entrenador.

### Chelsea FC
El 14 de julio de 2018, fue nombrado como nuevo técnico del Chelsea FC para los 3 próximos años. En su primera temporada al mando de los blues, quedó 3.º en la Premier League con 72 puntos, clasificándose para la Champions League. Además, fue subcampeón de la Copa de la Liga y ganó la UEFA Europa League, obteniendo su primer título como entrenador profesional.

### Juventus FC
El 16 de junio de 2019, se hizo oficial su desvinculación del Chelsea FC y su contratación por la Juventus de Turín. Bajo su dirección, el equipo bianconero resultó subcampeón de la Copa de Italia, campeón de la Serie A y fue eliminado en octavos de final de la Liga de Campeones contra el Olympique de Lyon. Este último resultado le costó su destitución, que se hizo efectiva el día siguiente, el 8 de agosto de 2020, por medio de un comunicado oficial del club.

### SS Lazio

#### Primera etapa
El 9 de junio de 2021, la Lazio anunció que Sarri sería su nuevo entrenador, firmando un contrato hasta 2023. En su primera temporada en el banquillo laziale, llevó a su equipo a la 5.ª posición en la Serie A, clasificándose para la Liga Europa de la UEFA, por lo que el club amplió su contrato por dos años más.
El curso siguiente, el elenco romano no pudo pasar de octavos de final de la Liga Europa Conferencia, pero en cambio consiguió el subcampeonato de la Serie A, por lo que se clasificó para la siguiente edición de la Liga de Campeones de la UEFA.
El 13 de marzo de 2024, Sarri presentó la dimisión tras ser eliminado en octavos de final de la Liga de Campeones, dejando a la Lazio en 9.ª posición en la Serie A.

#### Segunda etapa
El 2 de junio de 2025, inició su segundo ciclo al frente de la Lazio y firmó un contrato hasta junio de 2027.

## Estadísticas como entrenador
| Equipo                  | Div.                | Temporada           | Liga  | Liga | Liga | Liga | Liga |       | Copa | Copa | Copa | Copa  |    | Internacional | Internacional | Internacional | Internacional | Internacional |   | Otros | Otros | Otros | Otros |     | Totales     | Totales | Totales | Totales | Totales | Totales | Totales | Totales |
| Equipo                  | Div.                | Temporada           | Part. | G    | E    | P    | Pos. | Part. | G    | E    | P    | Part. | G  | E             | P             | Pos.          | Part.         | G             | E | P     | Part. | G     | E     | P   | Rendimiento | GF      | GC      | Dif.    |         |         |         |         |
| ----------------------- | ------------------- | ------------------- | ----- | ---- | ---- | ---- | ---- | ----- | ---- | ---- | ---- | ----- | -- | ------------- | ------------- | ------------- | ------------- | ------------- | - | ----- | ----- | ----- | ----- | --- | ----------- | ------- | ------- | ------- | ------- | ------- | ------- | ------- |
| Cavriglia · Italia      | 6.ª                 | 1993-94             | 30    | 12   | 9    | 9    | 4.º  | -     | -    | -    | -    | -     | -  | -             | -             | -             | -             | -             | - | -     | 30    | 12    | 9     | 9   | 50%         | 32      | 22      | +10     |         |         |         |         |
| Cavriglia · Italia      | 6.ª                 | 1994-95             | 30    | 12   | 13   | 5    | 2.º  | -     | -    | -    | -    | -     | -  | -             | -             | -             | -             | -             | - | -     | 30    | 12    | 13    | 5   | 54.44%      | 35      | 25      | +10     |         |         |         |         |
| Cavriglia · Italia      | 5.ª                 | 1995-96             | 18    | 3    | 5    | 10   | Inc. | -     | -    | -    | -    | -     | -  | -             | -             | -             | -             | -             | - | -     | 18    | 3     | 5     | 10  | 25.93%      | ?       | ?       | ?       |         |         |         |         |
| Cavriglia · Italia      | Total               | Total               | 78    | 27   | 27   | 24   | -    | -     | -    | -    | -    | -     | -  | -             | -             | -             | -             | -             | - | -     | 78    | 27    | 27    | 24  | 46.16%      | 67      | 47      | +20     |         |         |         |         |
| Antella · Italia        | 6.ª                 | 1996-97             | 30    | 18   | 8    | 4    | 2.º  | -     | -    | -    | -    | -     | -  | -             | -             | -             | -             | -             | - | -     | 30    | 18    | 8     | 4   | 68.89%      | 43      | 14      | +29     |         |         |         |         |
| Antella · Italia        | 5.ª                 | 1997-98             | 30    | 8    | 10   | 12   | 12.º | -     | -    | -    | -    | -     | -  | -             | -             | -             | -             | -             | - | -     | 30    | 8     | 10    | 12  | 37.78%      | 26      | 34      | -8      |         |         |         |         |
| Antella · Italia        | Total               | Total               | 60    | 26   | 18   | 16   | -    | -     | -    | -    | -    | -     | -  | -             | -             | -             | -             | -             | - | -     | 60    | 26    | 18    | 16  | 53.33%      | 69      | 48      | +21     |         |         |         |         |
| Valdema · Italia        | 5.ª                 | 1998-99             | 17    | 5    | 6    | 6    | Inc. | -     | -    | -    | -    | -     | -  | -             | -             | -             | -             | -             | - | -     | 17    | 5     | 6     | 6   | 41.17%      | ?       | ?       | ?       |         |         |         |         |
| Valdema · Italia        | Total               | Total               | 17    | 5    | 6    | 6    | -    | -     | -    | -    | -    | -     | -  | -             | -             | -             | -             | -             | - | -     | 17    | 5     | 6     | 6   | 41.17%      | ?       | ?       | ?       |         |         |         |         |
| Tegoleto · Italia       | 5.ª                 | 1999-00             | 26    | 8    | 9    | 9    | 11.º | -     | -    | -    | -    | -     | -  | -             | -             | -             | -             | -             | - | -     | 26    | 8     | 9     | 9   | 42.31%      | ?       | ?       | ?       |         |         |         |         |
| Tegoleto · Italia       | Total               | Total               | 26    | 8    | 9    | 9    | -    | -     | -    | -    | -    | -     | -  | -             | -             | -             | -             | -             | - | -     | 26    | 8     | 9     | 9   | 42.31%      | ?       | ?       | ?       |         |         |         |         |
| Sansovino · Italia      | 5.ª                 | 2000-01             | 30    | 18   | 4    | 8    | 1.º  | -     | -    | -    | -    | -     | -  | -             | -             | -             | -             | -             | - | -     | 30    | 18    | 4     | 8   | 64.44%      | 39      | 22      | +17     |         |         |         |         |
| Sansovino · Italia      | 4.ª                 | 2001-02             | 34    | 13   | 11   | 10   | 6.º  | 6     | 4    | 1    | 1    | -     | -  | -             | -             | -             | -             | -             | - | -     | 40    | 17    | 12    | 11  | 52.5%       | 46      | 35      | +11     |         |         |         |         |
| Sansovino · Italia      | 4.ª                 | 2002-03             | 34    | 17   | 13   | 4    | 2.º  | 14    | 8    | 4    | 2    | -     | -  | -             | -             | -             | 2             | 2             | 0 | 0     | 50    | 27    | 17    | 6   | 65.33%      | 77      | 38      | +39     |         |         |         |         |
| Sansovino · Italia      | Total               | Total               | 98    | 48   | 28   | 22   | -    | 20    | 12   | 5    | 3    | -     | -  | -             | -             | -             | 2             | 2             | 0 | 0     | 120   | 62    | 33    | 25  | 60.84%      | 162     | 95      | +67     |         |         |         |         |
| Sangiovannese · Italia  | 3.ª                 | 2003-04             | 34    | 16   | 14   | 4    | 2.º  | 8     | 4    | 2    | 2    | -     | -  | -             | -             | -             | 4             | 2             | 1 | 1     | 46    | 22    | 17    | 7   | 60.15%      | 57      | 28      | +29     |         |         |         |         |
| Sangiovannese · Italia  | 3.ª                 | 2004-05             | 36    | 13   | 11   | 12   | 8.º  | 4     | 1    | 2    | 1    | -     | -  | -             | -             | -             | -             | -             | - | -     | 40    | 14    | 13    | 13  | 45.83%      | 43      | 35      | +8      |         |         |         |         |
| Sangiovannese · Italia  | Total               | Total               | 70    | 29   | 25   | 16   | -    | 12    | 5    | 4    | 3    | -     | -  | -             | -             | -             | 4             | 2             | 1 | 1     | 86    | 36    | 30    | 20  | 53.49%      | 100     | 63      | +37     |         |         |         |         |
| Pescara Calcio · Italia | 2.ª                 | 2005-06             | 42    | 14   | 12   | 16   | 11.º | 1     | 0    | 0    | 1    | -     | -  | -             | -             | -             | -             | -             | - | -     | 43    | 14    | 12    | 17  | 41.86%      | 41      | 52      | -11     |         |         |         |         |
| Pescara Calcio · Italia | Total               | Total               | 42    | 14   | 12   | 16   | -    | 1     | 0    | 0    | 1    | -     | -  | -             | -             | -             | -             | -             | - | -     | 43    | 14    | 12    | 17  | 41.86%      | 41      | 52      | -11     |         |         |         |         |
| US Arezzo · Italia      | 2.ª                 | 2006-07             | 18    | 4    | 7    | 7    | Inc. | 4     | 2    | 1    | 1    | -     | -  | -             | -             | -             | -             | -             | - | -     | 22    | 6     | 8     | 8   | 39.39%      | 22      | 24      | -2      |         |         |         |         |
| US Arezzo · Italia      | Total               | Total               | 18    | 4    | 7    | 7    | -    | 4     | 2    | 1    | 1    | -     | -  | -             | -             | -             | -             | -             | - | -     | 22    | 6     | 8     | 8   | 39.39%      | 22      | 24      | -2      |         |         |         |         |
| US Avellino · Italia    | 2.ª                 | 2007-08             | -     | -    | -    | -    | -    | 1     | 0    | 0    | 1    | -     | -  | -             | -             | -             | -             | -             | - | -     | 1     | 0     | 0     | 1   | 0%          | 0       | 2       | -2      |         |         |         |         |
| US Avellino · Italia    | Total               | Total               | -     | -    | -    | -    | -    | 1     | 0    | 0    | 1    | -     | -  | -             | -             | -             | -             | -             | - | -     | 1     | 0     | 0     | 1   | 0%          | 0       | 2       | -2      |         |         |         |         |
| Hellas Verona · Italia  | 3.ª                 | 2007-08             | 6     | 0    | 1    | 5    | Inc. | -     | -    | -    | -    | -     | -  | -             | -             | -             | -             | -             | - | -     | 6     | 0     | 1     | 5   | 5.56%       | 5       | 8       | -3      |         |         |         |         |
| Hellas Verona · Italia  | Total               | Total               | 6     | 0    | 1    | 5    | -    | -     | -    | -    | -    | -     | -  | -             | -             | -             | -             | -             | - | -     | 6     | 0     | 1     | 5   | 5.56%       | 5       | 8       | -3      |         |         |         |         |
| Perugia Calcio · Italia | 3.ª                 | 2008-09             | 18    | 5    | 8    | 5    | Inc. | 4     | 2    | 2    | 0    | -     | -  | -             | -             | -             | -             | -             | - | -     | 22    | 7     | 10    | 5   | 46.97%      | 21      | 17      | +4      |         |         |         |         |
| Perugia Calcio · Italia | Total               | Total               | 18    | 5    | 8    | 5    | -    | 4     | 2    | 2    | 0    | -     | -  | -             | -             | -             | -             | -             | - | -     | 22    | 7     | 10    | 5   | 46.97%      | 21      | 17      | +4      |         |         |         |         |
| Grosseto · Italia       | 2.ª                 | 2009-10             | 11    | 2    | 7    | 2    | 7.º  | -     | -    | -    | -    | -     | -  | -             | -             | -             | -             | -             | - | -     | 11    | 2     | 7     | 2   | 39.39%      | 19      | 18      | +1      |         |         |         |         |
| Grosseto · Italia       | Total               | Total               | 11    | 2    | 7    | 2    | -    | -     | -    | -    | -    | -     | -  | -             | -             | -             | -             | -             | - | -     | 11    | 2     | 7     | 2   | 39.39%      | 19      | 18      | +1      |         |         |         |         |
| Alessandria · Italia    | 3.ª                 | 2010-11             | 34    | 15   | 12   | 7    | 18.º | 3     | 1    | 0    | 2    | -     | -  | -             | -             | -             | 2             | 0             | 1 | 1     | 39    | 16    | 13    | 10  | 52.14%      | 49      | 35      | +14     |         |         |         |         |
| Alessandria · Italia    | Total               | Total               | 34    | 15   | 12   | 7    | -    | 3     | 1    | 0    | 2    | -     | -  | -             | -             | -             | 2             | 0             | 1 | 1     | 39    | 16    | 13    | 10  | 52.14%      | 49      | 35      | +14     |         |         |         |         |
| Sorrento · Italia       | 3.ª                 | 2011-12             | 16    | 7    | 6    | 3    | Inc. | 3     | 1    | 0    | 2    | -     | -  | -             | -             | -             | -             | -             | - | -     | 19    | 8     | 6     | 5   | 52.64%      | 24      | 20      | +4      |         |         |         |         |
| Sorrento · Italia       | Total               | Total               | 16    | 7    | 6    | 3    | -    | 3     | 1    | 0    | 2    | -     | -  | -             | -             | -             | -             | -             | - | -     | 19    | 8     | 6     | 5   | 52.64%      | 24      | 20      | +4      |         |         |         |         |
| Empoli · Italia         | 2.ª                 | 2012-13             | 42    | 20   | 13   | 9    | 4.º  | 1     | 0    | 0    | 1    | -     | -  | -             | -             | -             | 4             | 1             | 2 | 1     | 47    | 21    | 15    | 11  | 55.32%      | 76      | 57      | +19     |         |         |         |         |
| Empoli · Italia         | 2.ª                 | 2013-14             | 42    | 20   | 12   | 10   | 2.º  | 2     | 1    | 0    | 1    | -     | -  | -             | -             | -             | -             | -             | - | -     | 44    | 21    | 12    | 11  | 56.82%      | 64      | 38      | +26     |         |         |         |         |
| Empoli · Italia         | 1.ª                 | 2014-15             | 38    | 8    | 18   | 12   | 15.º | 3     | 2    | 0    | 1    | -     | -  | -             | -             | -             | -             | -             | - | -     | 41    | 10    | 18    | 13  | 39.02%      | 52      | 54      | -2      |         |         |         |         |
| Empoli · Italia         | Total               | Total               | 122   | 48   | 43   | 31   | -    | 6     | 3    | 0    | 3    | -     | -  | -             | -             | -             | 4             | 1             | 2 | 1     | 132   | 52    | 45    | 35  | 50.75%      | 192     | 149     | +43     |         |         |         |         |
| SSC Napoli · Italia     | 1.ª                 | 2015-16             | 38    | 25   | 7    | 6    | 2.º  | 2     | 1    | 0    | 1    | 8     | 6  | 1             | 1             | 1/16          | -             | -             | - | -     | 48    | 32    | 8     | 8   | 72.23%      | 106     | 39      | +67     |         |         |         |         |
| SSC Napoli · Italia     | 1.ª                 | 2016-17             | 38    | 26   | 8    | 4    | 3.º  | 4     | 3    | 0    | 1    | 8     | 3  | 2             | 3             | 1/8           | -             | -             | - | -     | 50    | 32    | 10    | 8   | 70.67%      | 115     | 69      | +46     |         |         |         |         |
| SSC Napoli · Italia     | 1.ª                 | 2017-18             | 38    | 28   | 7    | 3    | 2.º  | 2     | 1    | 0    | 1    | 10    | 5  | 0             | 5             | 1/16          | -             | -             | - | -     | 50    | 34    | 7     | 9   | 72.67%      | 97      | 45      | +52     |         |         |         |         |
| SSC Napoli · Italia     | Total               | Total               | 114   | 79   | 22   | 13   | -    | 8     | 5    | 0    | 3    | 26    | 14 | 3             | 9             | -             | -             | -             | - | -     | 148   | 98    | 25    | 25  | 71.85%      | 318     | 153     | +165    |         |         |         |         |
| Chelsea Inglaterra      | 1.ª                 | 2018-19             | 38    | 21   | 9    | 8    | 3.º  | 9     | 6    | 1    | 2    | 15    | 12 | 3             | 0             | 1.º           | 1             | 0             | 0 | 1     | 63    | 39    | 13    | 11  | 68.78%      | 112     | 58      | +54     |         |         |         |         |
| Chelsea Inglaterra      | Total               | Total               | 38    | 21   | 9    | 8    | -    | 9     | 6    | 1    | 2    | 15    | 12 | 3             | 0             | -             | 1             | 0             | 0 | 1     | 63    | 39    | 13    | 11  | 68.78%      | 112     | 58      | +54     |         |         |         |         |
| Juventus · Italia       | 1.ª                 | 2019-20             | 38    | 26   | 5    | 7    | 1.º  | 5     | 2    | 3    | 0    | 8     | 6  | 1             | 1             | 1/8           | 1             | 0             | 0 | 1     | 52    | 34    | 9     | 9   | 71.15%      | 99      | 54      | +45     |         |         |         |         |
| Juventus · Italia       | Total               | Total               | 38    | 26   | 5    | 7    | -    | 5     | 2    | 3    | 0    | 8     | 6  | 1             | 1             | -             | 1             | 0             | 0 | 1     | 52    | 34    | 9     | 9   | 71.15%      | 99      | 54      | +45     |         |         |         |         |
| SS Lazio · Italia       | 1.ª                 | 2021-22             | 38    | 18   | 10   | 10   | 5.º  | 2     | 1    | 0    | 1    | 8     | 2  | 4             | 2             | 1/16          | -             | -             | - | -     | 48    | 21    | 14    | 13  | 53.47%      | 88      | 69      | +19     |         |         |         |         |
| SS Lazio · Italia       | 1.ª                 | 2022-23             | 38    | 22   | 8    | 8    | 2.º  | 2     | 1    | 0    | 1    | 10    | 3  | 3             | 4             | 1/8           | -             | -             | - | -     | 50    | 26    | 11    | 13  | 59.33%      | 73      | 46      | +27     |         |         |         |         |
| SS Lazio · Italia       | 1.ª                 | 2023-24             | 28    | 12   | 4    | 12   | Inc. | 2     | 2    | 0    | 0    | 8     | 4  | 1             | 3             | 1/8           | 1             | 0             | 0 | 1     | 39    | 18    | 5     | 16  | 50.42%      | 43      | 44      | -1      |         |         |         |         |
| SS Lazio · Italia       | 1.ª                 | 2025-26             | 0     | 0    | 0    | 0    | -    | 0     | 0    | 0    | 0    | -     | -  | -             | -             | -             | -             | -             | - | -     | 0     | 0     | 0     | 0   | 0%          | 0       | 0       | +0      |         |         |         |         |
| SS Lazio · Italia       | Total               | Total               | 104   | 52   | 22   | 30   | -    | 6     | 4    | 0    | 2    | 26    | 9  | 8             | 9             | -             | 1             | 0             | 0 | 1     | 137   | 65    | 30    | 42  | 54.75%      | 204     | 159     | +45     |         |         |         |         |
| Total en su carrera     | Total en su carrera | Total en su carrera | 910   | 416  | 267  | 227  | -    | 82    | 43   | 16   | 23   | 75    | 41 | 15            | 19            | -             | 15            | 5             | 4 | 6     | 1082  | 505   | 302   | 275 | 55.97%      | 1504    | 1002    | +502    |         |         |         |         |
| 1. 2. 3.                |                     |                     |       |      |      |      |      |       |      |      |      |       |    |               |               |               |               |               |   |       |       |       |       |     |             |         |         |         |         |         |         |         |

### Resumen por competiciones
| Competición                        | Partidos | Ganados | Empatados | Perdidos | %      | Resultado        |
| ---------------------------------- | -------- | ------- | --------- | -------- | ------ | ---------------- |
| Promozione                         | 90       | 42      | 30        | 18       | 57.78% | Subcampeón       |
| Eccellenza                         | 121      | 42      | 34        | 45       | 44.08% | Campeón          |
| Serie D                            | 70       | 32      | 24        | 14       | 57.14% | Subcampeón       |
| Serie C                            | 150      | 58      | 54        | 38       | 50.67% | Subcampeón       |
| Serie B                            | 159      | 61      | 53        | 45       | 49.47% | Subcampeón       |
| Serie A                            | 294      | 165     | 67        | 62       | 63.72% | Campeón          |
| Copa Italia Serie D                | 20       | 12      | 5         | 3        | 68.33% | Campeón          |
| Copa Italia Serie C                | 18       | 7       | 6         | 5        | 50%    | Octavos de final |
| Copa Italia                        | 35       | 18      | 4         | 13       | 55.24% | Subcampeón       |
| Supercopa de Italia                | 2        | 0       | 0         | 2        | 0%     | Subcampeón       |
| Premier League                     | 38       | 21      | 9         | 8        | 63.15% | 3.er lugar       |
| FA Cup                             | 3        | 2       | 0         | 1        | 66.67% | Quinta ronda     |
| EFL Cup                            | 6        | 4       | 1         | 1        | 72.23% | Subcampeón       |
| Community Shield                   | 1        | 0       | 0         | 1        | 0%     | Subcampeón       |
| Liga de Campeones de la UEFA       | 32       | 17      | 4         | 11       | 57.3%  | Octavos de final |
| Liga Europa de la UEFA             | 39       | 23      | 10        | 6        | 67.52% | Campeón          |
| Liga Europa Conferencia de la UEFA | 4        | 1       | 1         | 2        | 33.33% | Octavos de final |
| TOTAL                              | 1082     | 505     | 302       | 275      | 55.97% | 2 Títulos        |

## Palmarés

### Campeonatos nacionales
| Título  | Club           | País   | Año  |
| ------- | -------------- | ------ | ---- |
| Serie A | Juventus F. C. | Italia | 2020 |

### Campeonatos internacionales
| Título                  | Club         | País       | Año  |
| ----------------------- | ------------ | ---------- | ---- |
| Liga Europea de la UEFA | Chelsea F.C. | Inglaterra | 2019 |

### Distinciones individuales
| Distinción                                       | Año         |
| ------------------------------------------------ | ----------- |
| Premio "Timone d'oro"                            | 2012-2013   |
| Premio "Panchina d'Argento"                      | 2013-2014   |
| Premio "Leone d'Argento"                         | 2014-2015   |
| Premio "Panchina d'Oro"                          | 2015 - 2016 |
| Premio "L'allenatore dei sogni"                  | 2016        |
| Premio "Enzo Bearzot"                            | 2017        |
| Premio "Timone d'oro"                            | 2016-2017   |
| Premio "Gran Galà del Calcio - Mejor entrenador" | 2017        |

## Vida privada
Nació en la ciudad de Nápoles de padres procedentes de Toscana: su padre Amerigo, ciclista profesional, era encargado de grúas y en ese periodo trabajaba en el barrio napolitano de Bagnoli. Su abuelo Goffredo fue un partisano de la Resistencia antifascista.
Posteriormente, la familia volvió a Figline Valdarno (Florencia). Durante los años de su juventud, Sarri alternó la actividad de futbolista amateur con la de dirigente de banco.
Sarri es conocido por ser un fumador empedernido, cuyo hábito es considerado un ejemplo del tabaquismo en el fútbol profesional. En 2018, el rival del Napoli en la Liga Europa de la UEFA, el RB Leipzig, construyó una sección especial para fumadores en el área de vestuarios de su estadio, la Red Bull Arena, específicamente para él. A menudo muerde colillas de cigarrillos mientras está en la línea de banda.